# The Good Mother
The Good Mother ook bekend als The Price of Passion is een Amerikaanse dramafilm uit 1988, geregisseerd door Leonard Nimoy en geproduceerd door Arne Glimcher. De hoofdrollen worden vertolkt door Diane Keaton, Liam Neeson en Jason Robards.

## Verhaal
In een rechtszaak wordt er tegen Anna gezegd dat ze een slecht moeder is. Ze moet bewijzen dat ze geen slechte moeder is.

## Rolbezetting
| Acteur            | Personage      | Opmerkingen        |
| ----------------- | -------------- | ------------------ |
| Diane Keaton      | Anna           |                    |
| Liam Neeson       | Leo            |                    |
| Jason Robards     | Muth           |                    |
| Ralph Bellamy     | Grootvader     |                    |
| Teresa Wright     | Grootmoeder    |                    |
| James Naughton    | Brian          |                    |
| Asia Vieira       | Molly          |                    |
| Joe Morton        | Frank Williams |                    |
| Fred Melamed      | Dr. Payne      |                    |
| Katey Sagal       | Ursula         |                    |
| Margaret Bard     | Tante Rain     |                    |
| Nancy Beatty      | Anna's Moeder  |                    |
| Barry Belchamber  | Anna's Vader   |                    |
| Mairon Bennett    | Mairon Bennett |                    |
| Zachary Bennett   | Jonge Bobby    |                    |
| Scott Brunt       | Eric           |                    |
| Charles Kimbrough | Oom Orrie      |                    |
| Matt Damon        |                | niet op aftiteling |